# Frans van Orléans

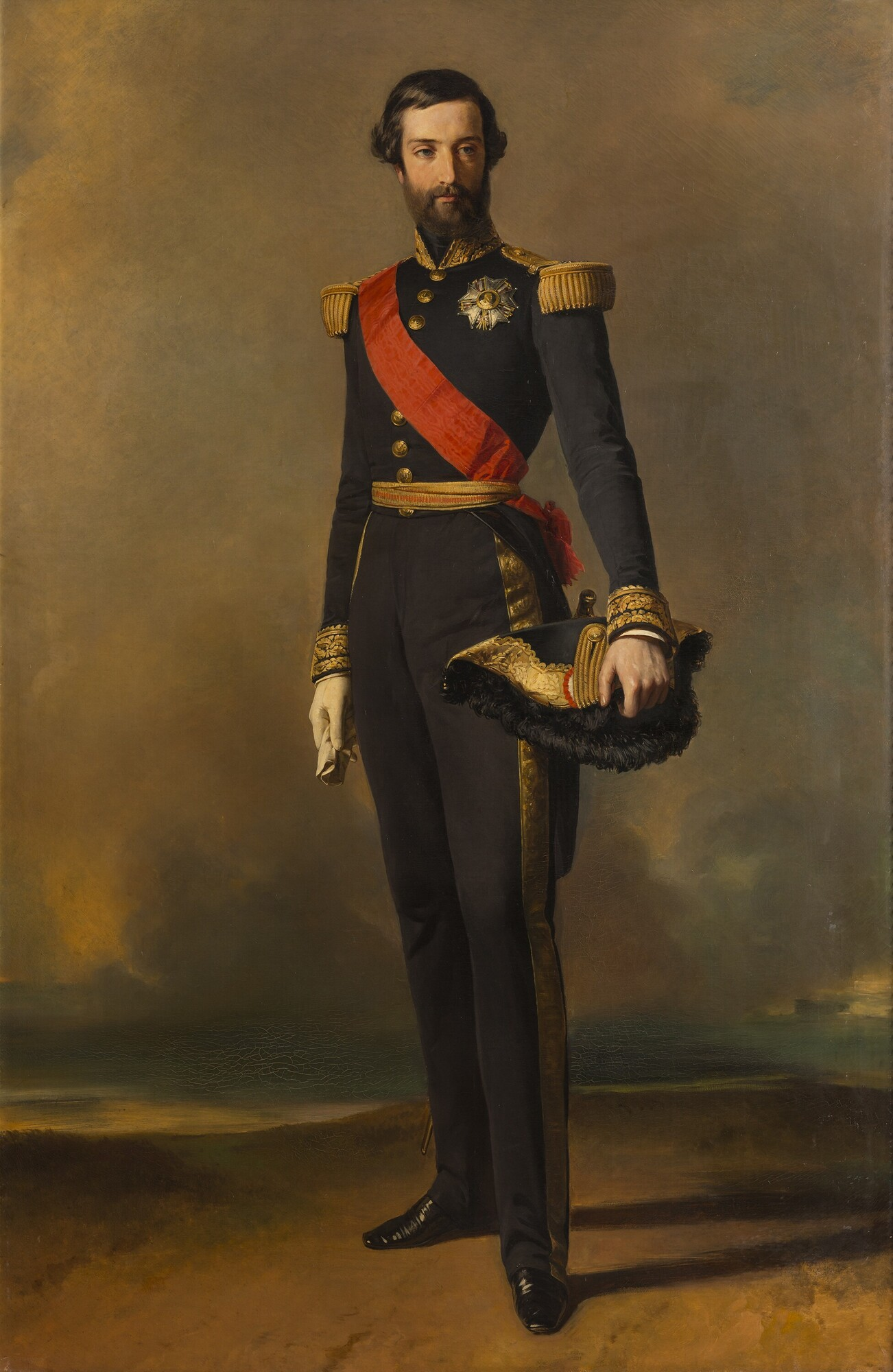
Portret van Frans van Orléans, prins van Joinville
(1844), Franz Xaver Winterhalter,
Kasteel van Versailles

Frans Ferdinand Filips Lodewijk Maria van Orléans, prins van Joinville (Neuilly-sur-Seine, 14 augustus 1818 - Parijs, 16 juni 1900) was een Franse prins uit het huis Orléans en was admiraal bij de Franse marine.

## Biografie

### Jeugd en start militaire carrière
Frans van Orléans werd geboren als de derde zoon van Lodewijk Filips van Orléans, de latere koning Lodewijk Filips I, en Marie Amélie van Bourbon-Sicilië. Hij volgde een militaire opleiding bij de marine waar hij in 1836 een aanstelling als luitenant verkreeg. Zijn eerste wapenfeit was de Slag bij Veracrux in 1838 waar hij het schip de Créole aanvoer. Tijdens de slag wist hij eigenhandig de Mexicaanse generaal Mariano Arista gevangen te nemen. Hij werd vervolgens tot kapitein bevorderd en werd in 1840 de taak toevertrouwd om het lichaam van Napoleon van Sint-Helena naar Frankrijk te brengen.
Op 1 mei 1843 huwde Frans van Orléans met Francisca Caroline van Portugal en Brazilië, de dochter van keizer Peter I van Brazilië. Het echtpaar kreeg in totaal drie kinderen. Toen hij begin twintig was werd hij behoorlijk doof, maar een operatie aan zijn gehoor kon hem niet helpen.

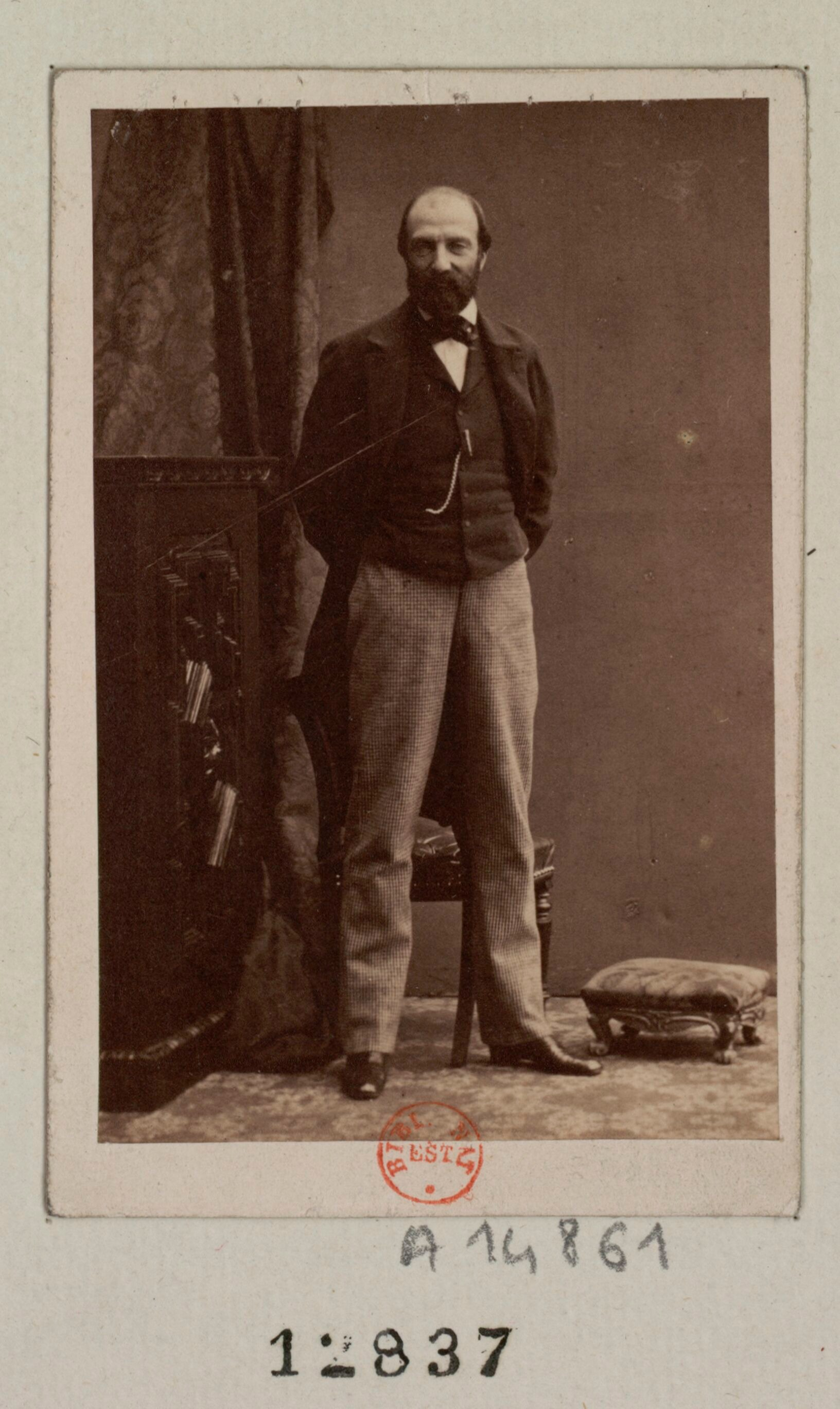
François van Orleáns, prins van Joinville

### Ballingschap
In 1844 was de prins van Joinville betrokken bij diverse militaire acties voor de kust van Marokko waar hij onder andere Essaouira innam en werd hij beloond met de promotie tot vice-admiraal. Toen zijn familie in de Februarirevolutie werd afgezet door het Franse volk haastte hij zich vanuit Algerije, waar hij gestationeerd was, naar Claremont House waar zijn familie in ballingschap was gegaan. In 1851 kondigde hij aan zich kandidaat te stellen voor het presidentschap om zo het pad te effenen voor de terugkeer van het koningschap. Zijn poging werd echter gedwarsboomd door de staatsgreep die Lodewijk Napoleon Bonaparte dat jaar pleegde en zelf de alleenheerschappij wist te verkrijgen.
Toen de Amerikaanse Burgeroorlog uitbrak reisde hij naar Amerika toe en bood hij de diensten van hemzelf en zijn zoon en twee neven aan president Abraham Lincoln aan, hoewel Frankrijk in de Amerikaanse Burgeroorlog officieel een neutraal standpunt innam. Frans van Orléans werd door de president aangenomen en toegevoegd aan de militaire staf van generaal George McClellan. Toen de moeilijkheden tussen de Verenigde Staten en Frankrijk toenamen na de Schiereilandveldtocht keerde hij weer terug naar Frankrijk.

### Laatste jaren
Nadat het Tweede Franse Keizerrijk in september 1870 ten einde was gekomen en de Derde Franse Republiek was afgekondigd ging de prins van Joinville incognito dienen in het Franse leger. Toen hij zijn ware identiteit bekend maakte zocht hij erkenning om te dienen in het leger, maar hij werd door generaal Leon Gambetta opgepakt en teruggestuurd naar Frankrijk. Na de verkiezing van de Nationale Vergadering in 1871 werd hem toegestaan om terug te keren naar zijn vaderland om een zetel in te nemen voor twee departementen. Door toedoen van Adolphe Thiers kon hij pas zitting nemen na zijn verkiezing tot president. Door de doofheid van de prins kon hij weinig doen in de Vergadering en legde zijn positie in 1876 neer.
Tien jaar later werd van zijn militaire rang ontnomen vanwege dat hij een erfgenaam van de Franse troon was. Hij bleef echter in Frankrijk leven en overleed in 1900.

## Nageslacht
Frans van Orléans kreeg drie kinderen met Francisca Caroline van Brazilië, onder wie Pierre van Orléans (1845-1919).

## Voorouders
| Voorouders van Frans van Orléans | Voorouders van Frans van Orléans                                                                 | Voorouders van Frans van Orléans                                                                 | Voorouders van Frans van Orléans                                                                 | Voorouders van Frans van Orléans                                                                 | Voorouders van Frans van Orléans                                                                | Voorouders van Frans van Orléans                                                                | Voorouders van Frans van Orléans                                                                | Voorouders van Frans van Orléans                                                                |
| -------------------------------- | ------------------------------------------------------------------------------------------------ | ------------------------------------------------------------------------------------------------ | ------------------------------------------------------------------------------------------------ | ------------------------------------------------------------------------------------------------ | ----------------------------------------------------------------------------------------------- | ----------------------------------------------------------------------------------------------- | ----------------------------------------------------------------------------------------------- | ----------------------------------------------------------------------------------------------- |
| Overgrootouders                  | Lodewijk Filips I van Orléans (1725-1785) ∞ 1743 Louise Henriëtte van Bourbon (1726-1759)        | Lodewijk Filips I van Orléans (1725-1785) ∞ 1743 Louise Henriëtte van Bourbon (1726-1759)        | Lodewijk Jan Maria van Bourbon (1725-1793) ∞ 1744 Maria Theresia van Modena (1726-1754)          | Lodewijk Jan Maria van Bourbon (1725-1793) ∞ 1744 Maria Theresia van Modena (1726-1754)          | Karel III van Spanje (1716–1788) ∞ 1738 Maria Amalia van Saksen (1724–1760)                     | Karel III van Spanje (1716–1788) ∞ 1738 Maria Amalia van Saksen (1724–1760)                     | Keizer Frans I Stefan (1708-1765) ∞ 1736 Maria Theresia van Oostenrijk (1717-1780)              | Keizer Frans I Stefan (1708-1765) ∞ 1736 Maria Theresia van Oostenrijk (1717-1780)              |
| Grootouders                      | Lodewijk Filips II van Orléans ((1747-1793) ∞ 1769 Louise Marie Adélaïde van Bourbon (1753-1821) | Lodewijk Filips II van Orléans ((1747-1793) ∞ 1769 Louise Marie Adélaïde van Bourbon (1753-1821) | Lodewijk Filips II van Orléans ((1747-1793) ∞ 1769 Louise Marie Adélaïde van Bourbon (1753-1821) | Lodewijk Filips II van Orléans ((1747-1793) ∞ 1769 Louise Marie Adélaïde van Bourbon (1753-1821) | Ferdinand I der Beide Siciliën (1751-1825) ∞ Maria Carolina van Oostenrijk (1752-1814)          | Ferdinand I der Beide Siciliën (1751-1825) ∞ Maria Carolina van Oostenrijk (1752-1814)          | Ferdinand I der Beide Siciliën (1751-1825) ∞ Maria Carolina van Oostenrijk (1752-1814)          | Ferdinand I der Beide Siciliën (1751-1825) ∞ Maria Carolina van Oostenrijk (1752-1814)          |
| Ouders                           | Lodewijk Filips I van Frankrijk (1773-1850) ∞ 1809 Marie Amélie van Bourbon-Sicilië (1782-1866)  | Lodewijk Filips I van Frankrijk (1773-1850) ∞ 1809 Marie Amélie van Bourbon-Sicilië (1782-1866)  | Lodewijk Filips I van Frankrijk (1773-1850) ∞ 1809 Marie Amélie van Bourbon-Sicilië (1782-1866)  | Lodewijk Filips I van Frankrijk (1773-1850) ∞ 1809 Marie Amélie van Bourbon-Sicilië (1782-1866)  | Lodewijk Filips I van Frankrijk (1773-1850) ∞ 1809 Marie Amélie van Bourbon-Sicilië (1782-1866) | Lodewijk Filips I van Frankrijk (1773-1850) ∞ 1809 Marie Amélie van Bourbon-Sicilië (1782-1866) | Lodewijk Filips I van Frankrijk (1773-1850) ∞ 1809 Marie Amélie van Bourbon-Sicilië (1782-1866) | Lodewijk Filips I van Frankrijk (1773-1850) ∞ 1809 Marie Amélie van Bourbon-Sicilië (1782-1866) |
| Frans van Orléans (1818-1900)    |                                                                                                  |                                                                                                  |                                                                                                  |                                                                                                  |                                                                                                 |                                                                                                 |                                                                                                 |                                                                                                 |

- Biblioteca Nacional de España: XX1454592
- Bibliothèque nationale de France: cb14970343t (data)
- Gemeinsame Normdatei: 119046857
- International Standard Name Identifier: 0000 0001 0911 431X
- Library of Congress Control Number: n86863124
- Base Léonore: LH//1369/40
- Nationale Bibliotheek van Tsjechië: mzk2012709569
- Nationale Bibliotheek van Israël: 987007274045805171
- Nederlandse Thesaurus van Auteursnamen: 06831387X
- RKD-Nederlands Instituut voor Kunstgeschiedenis: 42462
- SNAC: w6k07gmm
- Système universitaire de documentation: 085804509
- Union List of Artist Names: 500084012
- Virtual International Authority File: 67267252
- WorldCat: E39PBJf48jGddR8JdxYj3TVpyd